# George Nugent-Temple-Grenville, I marchese di Buckingham
George Nugent-Temple-Greville, I marchese di Buckingham (Londra, 17 giugno 1753 – Stowe, 11 febbraio 1813), è stato un giurista e politico britannico.

## Biografia

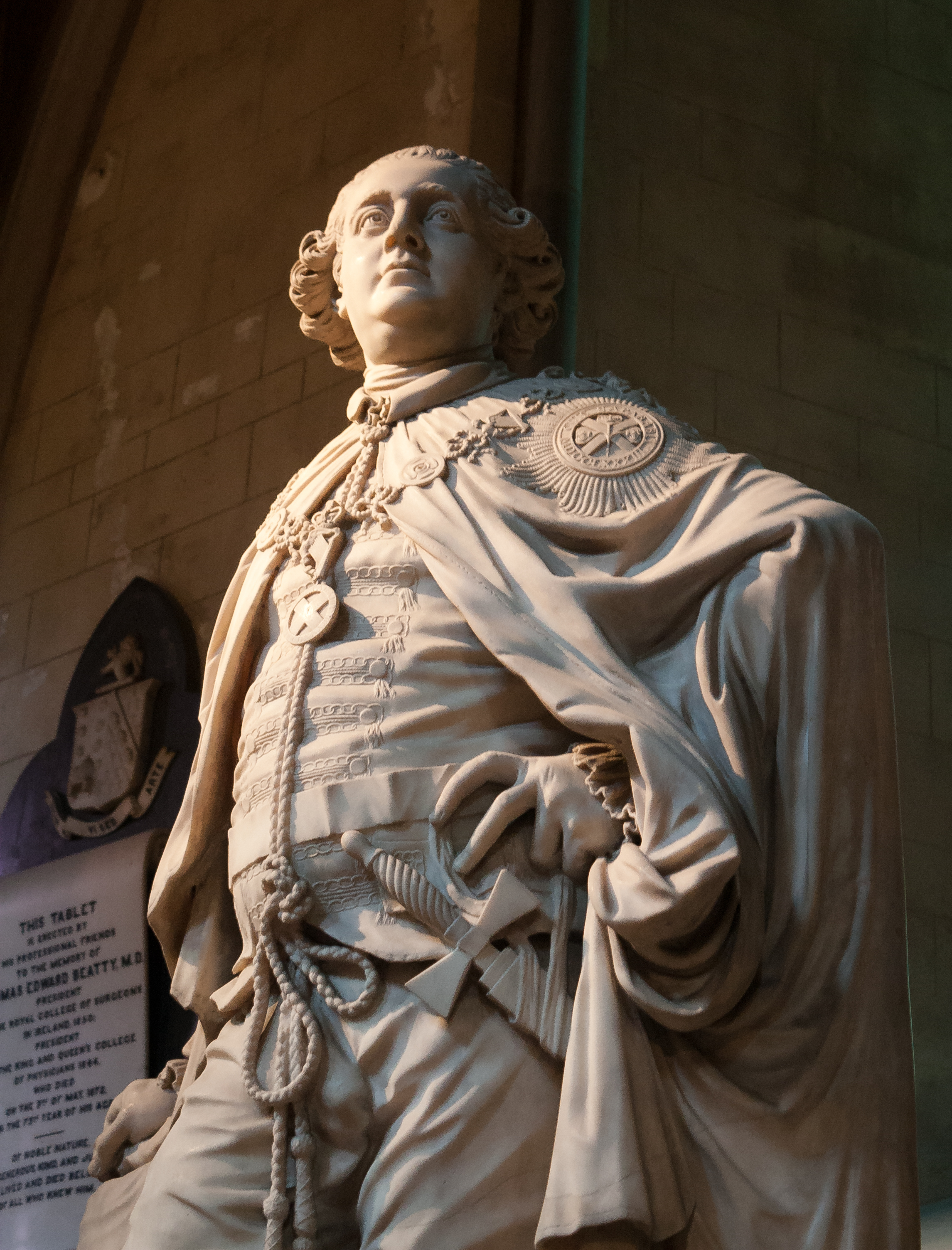
Statua di Edward Smyth del 1783, che mostra il marchese di Buckingham con le insegne da cavaliere dell'Ordine di San Patrizio

Figlio di George Grenville e quindi fratello di William Wyndham Grenville, I° barone Grenville (futuro primo ministro di Gran Bretagna) e di Thomas Grenville, George era nipote di Richard Grenville-Temple, II conte Temple. Venne educato al college di Eton e al Christ Church di Oxford insieme ai fratelli e ad alcuni suoi futuri collaboratori e altri eminenti politici britannici come John West, II conte De La Warr, John Fane, X conte di Westmoreland e William FitzGerald, II duca di Leinster.
A soli dieci anni divenne membro del Parlamento in rappresentanza del Buckinghamshire. Il 13 novembre 1770 venne chiamato a succedere a suo padre nei titoli della sua casata dopo la morte di quest'ultimo. Nel 1774 intraprese un Grand Tour in Europa che si concentrò in particolare sull'Italia e sull'Austria.
Quando fece ritorno in patria, venne rieletto deputato al parlamento ed alla Camera dei Comuni si presentò come uno tra i critici della politica intrapresa dal primo ministro lord North in Nordamerica. Nel settembre del 1779, succedendo a suo zio al titolo di conte Temple, si trasferì alla Camera dei Lords. Il 4 dicembre di quello stesso anno, assunse i cognomi di Nugent e Temple per eredità. Nel 1782, venne nominato lord luogotenente del Buckinghamshire e nel luglio di quello stesso anno divenne membro del consiglio privato del re e lord luogotenente d'Irlanda nonché ministro del governo di lord Shelburne. Egli fu tra i sottoscrittori del Renunciation Act of 1783 che implementò l'indipendenza legislativa garantita all'Irlanda dall'anno precedente. Per rimarcare questi successi, fu uno dei promotori della creazione dell'Ordine di San Patrizio nel febbraio del 1783, di cui egli stesso fu il primo gran maestro. Lasciò l'irlanda nel 1783 per tornare più attivamente alla politica dell'Inghilterra. Divenne confidente di Giorgio III di Gran Bretagna e si oppose all'East India Bill. Venne nominato segretario di stato del governo di William Pitt il giovane (suo cugino) nel dicembre del 1783, ma diede le proprie dimissioni tre giorni dopo.
Nel dicembre del 1784, lord Temple venne creato marchese di Buckingham. Nel novembre del 1787, venne nuovamente assegnato all'incarico di lord luogotenente per l'Irlanda, ma questo suo secondo periodo diede meno frutti del primo. Grattan ne denunciò la stravaganza; il parlamento irlandese censurò la sua condotta per non aver trasmesso in Inghilterra il messaggio del parlamento locale che invitava il principe di Galles ad assumere la reggenza in vece del padre, Giorgio III, ormai incapace di intendere e di volere. Quando suo suocero morì nel 1788, il marchese di Buckingham gli succedette anche al titolo di secondo conte Nugent. La sua impopolarità lo costrinse a dimettersi nel settembre del 1789.
Dopo questi fatti, il marchese di Buckingham decise perlopiù di ritirarsi a vita privata, anche se parlò favorevolmente nei confronti dell'Atto di Unione del 1800. Morì nella sua residenza a Stowe, nel Buckinghamshire, e venne sepolto a Wotton.
Nel 1755 aveva sposato Lady Mary Nugent, figlia di Robert Nugent-Temple, I visconte di Clare.

## Ascendenza
|                                                          |                                  |                                      | Genitori                                         |  |  | Nonni |  |  | Bisnonni          |  |  | Trisnonni         |  |
|                                                          |                                  |                                      |                                                  |  |  |       |  |  | Richard Grenville |  |  | Richard Grenville |  |
|                                                          |                                  |                                      |                                                  |  |  |       |  |  | Richard Grenville |  |  | Richard Grenville |  |
|                                                          |                                  | Anne Borlase                         |                                                  |  |  |       |  |  | Richard Grenville |  |  |                   |  |
| sir Richard Grenville                                    |                                  |                                      |                                                  |  |  |       |  |  | Richard Grenville |  |  |                   |  |
|                                                          |                                  | Eleanor Temple                       | sir Peter Temple                                 |  |  |       |  |  |                   |  |  |                   |  |
|                                                          |                                  | Eleanor Temple                       | sir Peter Temple                                 |  |  |       |  |  |                   |  |  |                   |  |
|                                                          |                                  | Eleanor Temple                       | Eleanor Tyrrell                                  |  |  |       |  |  |                   |  |  |                   |  |
| lord George Grenville                                    |                                  | Eleanor Temple                       |                                                  |  |  |       |  |  |                   |  |  |                   |  |
|                                                          |                                  | sir Richard Temple, III baronetto    | sir Peter Temple, II baronetto                   |  |  |       |  |  |                   |  |  |                   |  |
|                                                          |                                  | sir Richard Temple, III baronetto    | sir Peter Temple, II baronetto                   |  |  |       |  |  |                   |  |  |                   |  |
|                                                          |                                  | sir Richard Temple, III baronetto    | Christiana Leveson                               |  |  |       |  |  |                   |  |  |                   |  |
| Hester Grenville, I contessa Temple                      |                                  | sir Richard Temple, III baronetto    |                                                  |  |  |       |  |  |                   |  |  |                   |  |
|                                                          |                                  | Mary Knapp                           | Henry Knapp                                      |  |  |       |  |  |                   |  |  |                   |  |
|                                                          |                                  | Mary Knapp                           | Henry Knapp                                      |  |  |       |  |  |                   |  |  |                   |  |
|                                                          |                                  | Mary Knapp                           | Hester Clarke                                    |  |  |       |  |  |                   |  |  |                   |  |
| George Nugent-Temple-Grenville, I marchese di Buckingham |                                  | Mary Knapp                           |                                                  |  |  |       |  |  |                   |  |  |                   |  |
|                                                          | sir Edward Wyndham, II baronetto | sir William Wyndham, I baronetto     |                                                  |  |  |       |  |  |                   |  |  |                   |  |
|                                                          | sir Edward Wyndham, II baronetto | sir William Wyndham, I baronetto     |                                                  |  |  |       |  |  |                   |  |  |                   |  |
|                                                          | sir Edward Wyndham, II baronetto | Frances Hungerford                   |                                                  |  |  |       |  |  |                   |  |  |                   |  |
| sir William Wyndham, III baronetto                       | sir Edward Wyndham, II baronetto |                                      |                                                  |  |  |       |  |  |                   |  |  |                   |  |
|                                                          |                                  | Catharine Leveson-Gower              | sir William Leveson-Gower, IV baronetto          |  |  |       |  |  |                   |  |  |                   |  |
|                                                          |                                  | Catharine Leveson-Gower              | sir William Leveson-Gower, IV baronetto          |  |  |       |  |  |                   |  |  |                   |  |
|                                                          |                                  | Catharine Leveson-Gower              | lady Jane Granville                              |  |  |       |  |  |                   |  |  |                   |  |
| Elizabeth Wyndham                                        |                                  | Catharine Leveson-Gower              |                                                  |  |  |       |  |  |                   |  |  |                   |  |
|                                                          |                                  | Charles Seymour, VI duca di Somerset | Charles Seymour, II barone Seymour di Trowbridge |  |  |       |  |  |                   |  |  |                   |  |
|                                                          |                                  | Charles Seymour, VI duca di Somerset | Charles Seymour, II barone Seymour di Trowbridge |  |  |       |  |  |                   |  |  |                   |  |
|                                                          |                                  | Charles Seymour, VI duca di Somerset | hon. Elizabeth Alington                          |  |  |       |  |  |                   |  |  |                   |  |
| lady Catherine Seymour                                   |                                  | Charles Seymour, VI duca di Somerset |                                                  |  |  |       |  |  |                   |  |  |                   |  |
|                                                          |                                  | Elizabeth Percy, VI baronessa Percy  | Josceline Percy, XI conte di Northumberland      |  |  |       |  |  |                   |  |  |                   |  |
|                                                          |                                  | Elizabeth Percy, VI baronessa Percy  | Josceline Percy, XI conte di Northumberland      |  |  |       |  |  |                   |  |  |                   |  |
|                                                          |                                  | Elizabeth Percy, VI baronessa Percy  | lady Elizabeth Wriothesley                       |  |  |       |  |  |                   |  |  |                   |  |
|                                                          |                                  | Elizabeth Percy, VI baronessa Percy  |                                                  |  |  |       |  |  |                   |  |  |                   |  |